# Élection présidentielle allemande de 2017
L'élection présidentielle allemande de 2017 (en allemand : Wahl des deutschen Bundespräsidenten 2017) se tient le 12 février 2017, lors de la réunion de la seizième Assemblée fédérale, présidée par le président du Bundestag Norbert Lammert.
D'après la Loi fondamentale, le président de la République fédérale d'Allemagne est élu pour un mandat de cinq ans renouvelable une seule fois ; par conséquent, le chef de l'État sortant, Joachim Gauck, élu en 2012, peut solliciter un second mandat à l'occasion de ce scrutin. Néanmoins, celui-ci annonce le 6 juin 2016 qu'il ne souhaite pas concourir à sa propre succession.
Au mois de novembre 2016, le ministre fédéral des Affaires étrangères, Frank-Walter Steinmeier, est désigné candidat par le Parti social-démocrate (SPD) et obtient le soutien des Unions chrétiennes (CDU/CSU), ce qui lui garantit d'être élu, ces forces politiques détenant la majorité des sièges à l'Assemblée fédérale.
Cette élection présidentielle se tient quelques mois avant les élections fédérales qui ont lieu le 24 septembre.

## Contexte

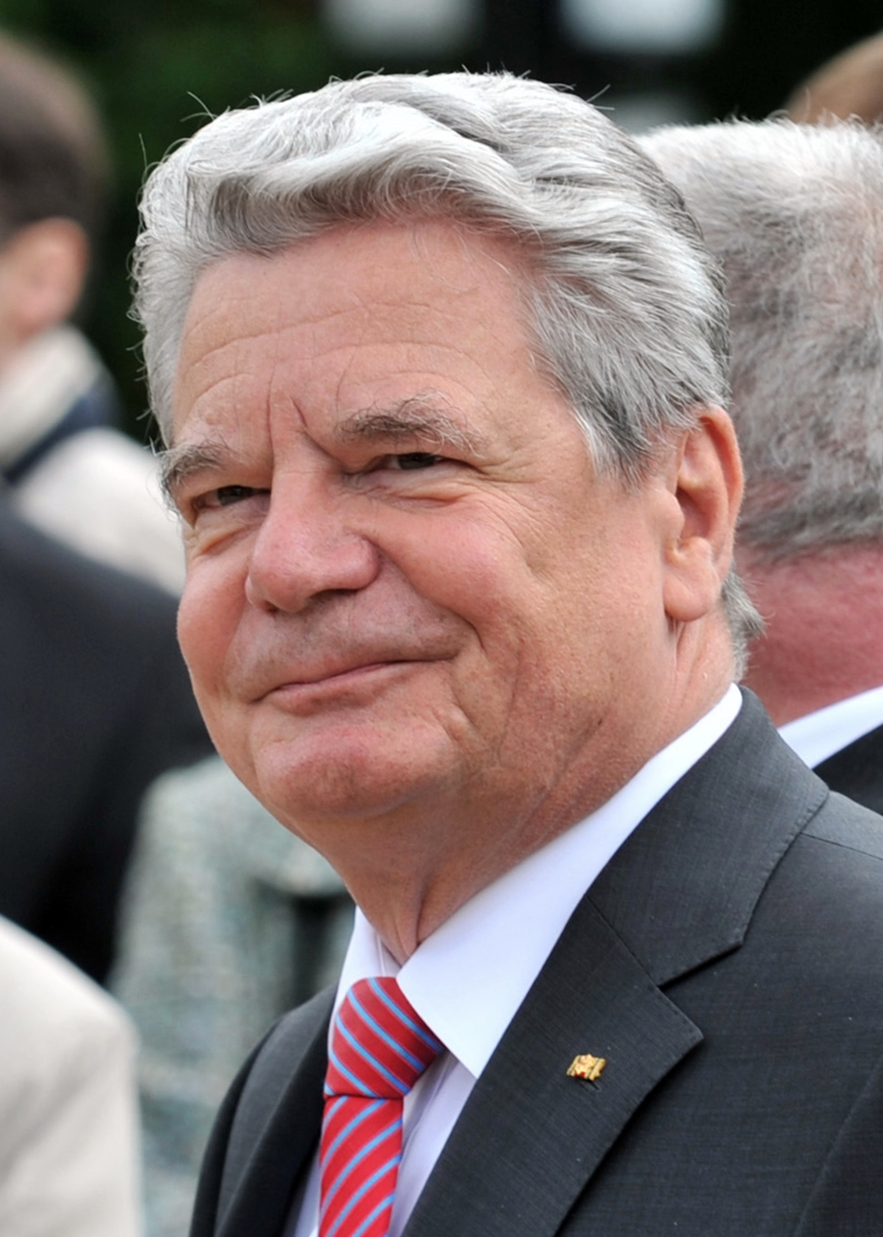
Le président sortant Joachim Gauck, élu en 2012.

Le 18 mars 2012, Joachim Gauck est élu président de la République fédérale d'Allemagne à l'issue du premier tour de l'élection présidentielle de 2012 ; soutenu par les Unions chrétiennes (CDU/CSU), le Parti social-démocrate (SPD), le Parti libéral-démocrate (FDP) et l'Alliance 90 / Les Verts, il obtient 991 voix sur 1 232 grands électeurs, soit 88,4 % des suffrages exprimés ; c'est le résultat le plus large obtenu par un candidat à la présidence de la République depuis 1989. Âgé de soixante-douze ans, ce pasteur luthérien connu pour ses activités en faveur des droits de l'homme succède au président démissionnaire Christian Wulff, alors soupçonné de prévarication ; ce dernier avait été élu à l'issue d'un scrutin particulièrement disputé face à Gauck lui-même, soutenu par les sociaux-démocrates et les écologistes.
Dès l'ouverture de son quinquennat, Joachim Gauck a dit vouloir s'efforcer de restaurer le prestige de la fonction présidentielle, essentiellement symbolique et morale, alors que deux de ses prédécesseurs, Horst Köhler et Christian Wulff, avaient démissionné bien avant le terme de leur mandat, l'un pour des propos ambigus sur le rôle de la Bundeswehr en Afghanistan et l'autre pour des faits de corruption et de prévarication rendus publics par la presse. Le nouveau président est toutefois respecté par l'opinion publique allemande qui lui reconnaît un rôle prépondérant dans la publication, après la Réunification, des archives de la Stasi, dont il fut le responsable officiel pendant dix ans.
Si les attributions que lui confère la Loi fondamentale le tiennent éloigné de la conduite des affaires de l'État, dévolue à la chancelière fédérale, le président Gauck s'est régulièrement fait remarquer pour avoir publiquement exprimé ses positions personnelles à propos de divers sujets, tels que la gestion de la crise monétaire de la zone euro, l'accroissement des inégalités sociales, l'avenir politique et social de l'Union européenne et, plus récemment, les conséquences de la crise migratoire. Ces prises de position, qui pouvaient aller à l'encontre des appréciations du gouvernement d'Angela Merkel, étaient généralement respectées mais pouvaient parfois susciter la polémique, certains reprochant au chef de l'État de se soustraire au devoir de réserve exigé par la fonction présidentielle,,. 
Toutefois, malgré ces polémiques, la popularité de Joachim Gauck ne s'est jamais dégradée depuis le début de son mandat, en 2012, du fait de son intégrité personnelle et de son caractère réputé consensuel et reconnu par l'ensemble des partis politiques. Dans ce contexte, la question d'un second quinquennat se pose pour Joachim Gauck ; une telle idée recueille même l'approbation d'Angela Merkel, qui déclare que « dans tous les cas, [elle] soutiendrai[t] la décision » de Gauck si celui-ci devait décider de solliciter ou pas un second mandat présidentiel.
Le 6 juin 2016, alors que la presse et l'opinion publique allemandes attendaient sa décision, le président Joachim Gauck annonce qu'il ne compte pas solliciter un deuxième mandat, estimant qu'un nouveau quinquennat nécessiterait « une énergie et une vitalité » que lui-même estime « ne [pouvoir] garantir ». D'après le quotidien Bild, le chef de l'État aurait renoncé à une réélection sur le conseil de sa compagne, la journaliste Daniela Schadt, qui se serait inquiétée des répercussions d'un second mandat sur la santé de son conjoint, celui-ci serait alors âgé de 82 ans au terme de ce deuxième quinquennat. Lorsqu'il annonce publiquement sa décision durant une allocution depuis l'un des salons du château de Bellevue, le président sortant confirme que son âge avancé constitue, selon lui, un obstacle à sa réélection.

## Composition de l'Assemblée fédérale
Le président de la République fédérale d'Allemagne est élu par les membres de l'Assemblée fédérale, composée à parts égales des députés du Bundestag et de délégués des Länder comme le prévoit la Loi fondamentale. Le Bundestag comptant 630 députés, 630 délégués des Länder sont également appelés à siéger à la 16e Assemblée fédérale, ce qui porte le total à 1 260 membres et la majorité absolue à 631 voix.
|       |                                              |                      |                          |       |                      |
| Parti | Parti                                        | Grands électeurs     | Grands électeurs         | Total | % du corps électoral |
| Parti | Parti                                        | Membres du Bundestag | Représentants des Länder | Total | % du corps électoral |
|       | Unions chrétiennes                           | 309                  | 230                      | 539   | 42,8 %               |
|       | Parti social-démocrate                       | 193                  | 191                      | 384   | 30,5 %               |
|       | Alliance 90 / Les Verts                      | 63                   | 84                       | 147   | 11,7 %               |
|       | Die Linke                                    | 64                   | 31                       | 95    | 7,5 %                |
|       | Parti libéral-démocrate                      | 0                    | 36                       | 36    | 2,9 %                |
|       | Alternative pour l'Allemagne                 | 0                    | 35                       | 35    | 2,8 %                |
|       | Parti des pirates                            | 0                    | 11                       | 11    | 0,9 %                |
|       | Électeurs libres                             | 0                    | 10                       | 10    | 0,8 %                |
|       | Fédération des électeurs du Schleswig du Sud | 0                    | 1                        | 1     | 0,1 %                |
|       | Mouvements civiques unis du Brandebourg      | 0                    | 1                        | 1     | 0,1 %                |
|       | Indépendant                                  | 0                    | 1                        | 1     | 0,1 %                |
| Total | Total                                        | 630                  | 630                      | 1 260 | 100 %                |

## Candidats
Peut se porter candidat toute personne âgée d'au moins quarante ans, disposant du droit de vote et du soutien d'au moins un membre de l'Assemblée fédérale. Le candidat doit cependant consentir à sa candidature de manière écrite.

### Choix des candidats et campagne

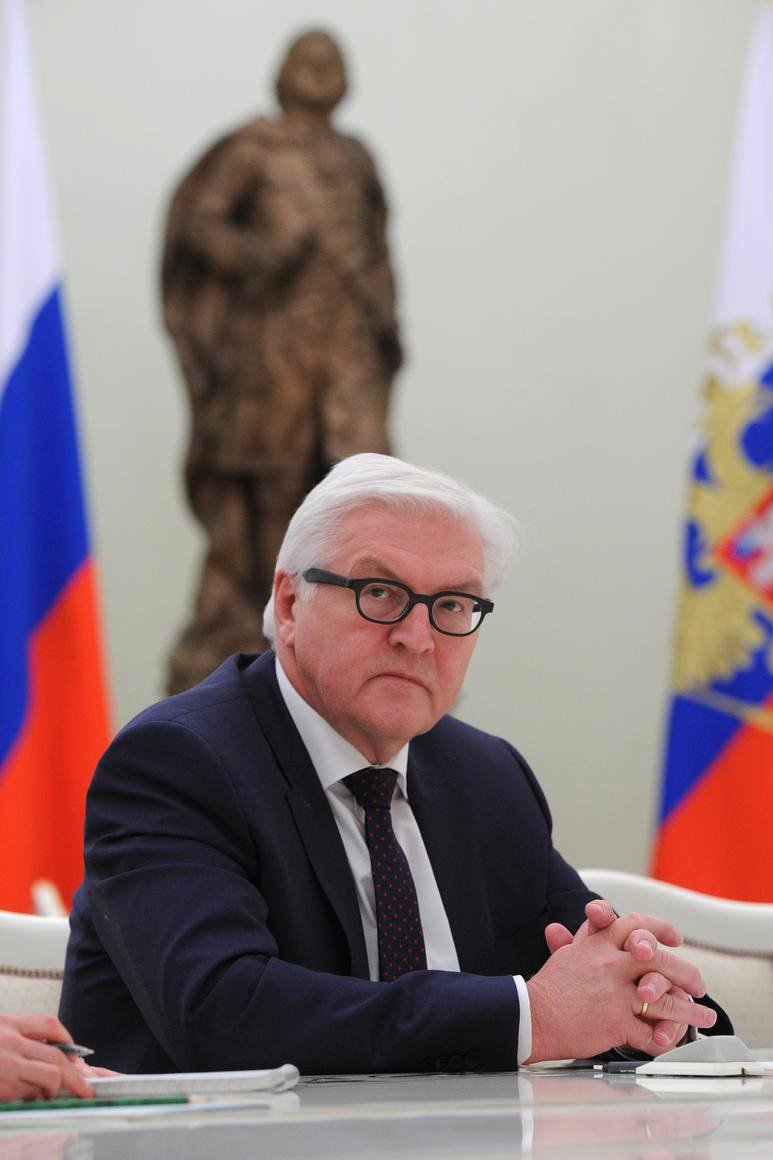
Frank-Walter Steinmeier, candidat de la coalition gouvernementale.

La Loi fondamentale autorisant le président de la République fédérale à solliciter un second mandat de cinq ans consécutif, Joachim Gauck peut se présenter comme candidat à sa propre succession. Si c'était le cas, il serait probablement soutenu par l'ensemble des forces politiques qui avaient appuyé sa candidature en 2012. Selon un sondage publié dans le courant du mois d'avril 2016, un peu plus de 60 % des Allemands se disent ainsi favorables à la réélection du chef de l'État.
Le 30 avril 2016, le parti populiste d’extrême droite Alternative pour l'Allemagne (AfD) désigne l'un de ses dirigeants, Albrecht Glaser, comme candidat à la présidence de la République fédérale. Si celui-ci n'a aucune chance de remporter cette élection présidentielle, son résultat pourrait être néanmoins important du fait de la présence, au sein de plusieurs assemblées régionales, d'élus de ce mouvement eurosceptique.
La décision de Joachim Gauck de ne pas se représenter contraint les grandes forces politiques, de la gauche à la droite, à désigner un candidat pour cette élection présidentielle. Alors que le renoncement du président fédéral pour un second mandat n'était pas encore confirmé par celui-ci, la presse allemande estime que nombreux sont ses potentiels successeurs.
Les conservateurs, menés par la chancelière Merkel, pourraient ainsi désigner le président du Bundestag Norbert Lammert, le ministre de l'Intérieur Thomas de Maizière, la ministre de la Défense Ursula von der Leyen ou le ministre des Finances Wolfgang Schäuble ; de leur côté, les sociaux-démocrates envisageraient de désigner le ministre des Affaires étrangères Frank-Walter Steinmeier, tandis que les Verts, s'ils devaient présenter un candidat, se rassembleraient derrière Claudia Roth, vice-présidente du Bundestag, ou Winfried Kretschmann, ministre-président du Bade-Wurtemberg.
Le 20 juillet 2016, le journaliste et avocat Alexander Hold est désigné candidat par le parti Électeurs libres (Freie Wähler). Le parti Die Linke désigne quant à lui le professeur Christoph Butterwegge comme candidat en novembre.
Choisi comme candidat par le SPD, Frank-Walter Steinmeier reçoit, le 14 novembre 2016, le soutien de la CDU/CSU, ce qui rend son élection inéluctable puisque les trois formations bénéficient de la majorité absolue à l'Assemblée fédérale. Cette désignation est rapidement présentée comme un échec pour la chancelière Merkel, qui n'a pu imposer, une fois encore, son candidat, celle-ci ayant, dans un premier temps, refusé de soutenir la candidature de Steinmeier pour appuyer plutôt celle d'un membre de son propre parti,.

## Résultats
| Candidat                 | Candidat                 | Parti                    | Premier tour | Premier tour |
| Candidat                 | Candidat                 | Parti                    | Voix         | %            |
| ------------------------ | ------------------------ | ------------------------ | ------------ | ------------ |
|                          | Frank-Walter Steinmeier  | SPD                      | 931          | 81,95        |
|                          | Christoph Butterwegge    | Indépendant              | 128          | 11,26        |
|                          | Albrecht Glaser          | AfD                      | 42           | 3,70         |
|                          | Alexander Hold           | FW                       | 25           | 2,20         |
|                          | Engelbert Sonneborn      | Indépendant              | 10           | 0,88         |
|                          |                          |                          |              |              |
| Majorité requise         | Majorité requise         | Majorité requise         | 631 voix     | 631 voix     |
|                          |                          |                          |              |              |
| Suffrages exprimés       | Suffrages exprimés       | Suffrages exprimés       | 1 136        | 99,89        |
| Votes blancs et nuls     | Votes blancs et nuls     | Votes blancs et nuls     | 14           | 0,11         |
| Total                    | Total                    | Total                    | 1 150        | 100          |
| Abstentions              | Abstentions              | Abstentions              | 103          | 8,17         |
| Absents                  | Absents                  | Absents                  | 7            | 0,56         |
| Inscrits / Participation | Inscrits / Participation | Inscrits / Participation | 1 260        | 91,27        |